# Vlag van Stede Broec

vlag van de gemeente Stede Broec

De vlag van Stede Broec is op 14 oktober 1978 door de gemeenteraad vastgesteld als de gemeentelijke vlag van de Noord-Hollandse gemeente Stede Broec. De beschrijving luidt:
Een broeking groen met een witte vijfpuntige ster en wit met een geplante gerechts-lindeboom; een vlucht wit – groen; de alternerende banen ten minste achtmaal gekanteeld aaneengesloten.
De vlag bestaat uit een broeking, boven groen en onder wit, en een vlucht in omgekeerde kleuren, over de gehele lengte van de vlag kanteelvormig van elkaar gescheiden. In de broeking boven een witte vijfpuntige ster met onder langere punten dan boven, onder een groene boom op groene ondergrond. De kleuren en afbeelding zijn ontleend aan het gemeentewapen, zij het dat de ster in het wapen geel van kleur is en de elementen anders zijn geplaatst ten opzichte van elkaar. Het ontwerp was afkomstig van de Stichting voor Banistiek en Heraldiek.

## Verwante afbeelding

Wapen van Stede Broec

Aalsmeer · Alkmaar · Amstelveen · Amsterdam · Bergen · Beverwijk · Blaricum · Bloemendaal · Castricum · Den Helder · Diemen · Dijk en Waard · Drechterland · Edam-Volendam · Enkhuizen · Gooise Meren · Haarlem · Haarlemmermeer · Heemskerk · Heemstede · Heiloo · Hilversum · Hollands Kroon · Hoorn · Huizen · Koggenland · Landsmeer · Laren · Medemblik · Oostzaan · Opmeer · Ouder-Amstel · Purmerend · Schagen · Stede Broec · Texel · Uitgeest · Uithoorn · Velsen · Waterland · Wijdemeren · Wormerland · Zaanstad · Zandvoort